# Homoschema
Homoschema là một chi bọ cánh cứng trong họ Chrysomelidae.
Chi này được miêu tả khoa học năm 1950 bởi Blake.

## Các loài
Các loài trong chi này gồm:
- Homoschema biscutatum Blanco & Duckett, 2001
- Homoschema blakeae Blanco & Duckett, 2001
- Homoschema cubensis Medvedev, 1993
- Homoschema furthi Blanco & Duckett, 2001
- Homoschema lineatum Blanco & Duckett, 2001
- Homoschema lingulatum Blanco & Duckett, 2001
- Homoschema pseudobuscki Blanco & Duckett, 2001
- Homoschema sasha Blanco & Duckett, 2001